# Carles Gabarró
Carles Gabarró est un artiste peintre espagnol né le 7 juin 1956 à Barcelone (Province de Barcelone). On lui connaît également une brève activité de graveur, limitée à l'année 1992.

## Biographie

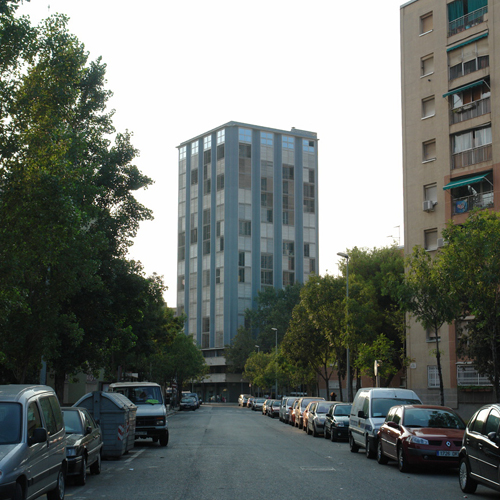
Piramidón Centre d'art contemporain, Barcelone

Carles Gabarró est élève de l'Université de Barcelone, successivement à la faculté de physique-chimie de 1973 à 1978 puis, après deux années passées à Paris (où il se lie d'amitié avec son compatriote Antoni Ros Blasco qui y est installé) et soutenu par des bourses du Ministère de la culture et de la Généralité de Catalogne, de la faculté des beaux-arts de 1980 à l'obtention du diplôme supérieur d'arts plastiques en 1985. Il compte alors parmi ses professeurs José Milicua (1921-2013) en histoire de l'art, parmi ses condisciples et amis Ferran García Sevilla (1949-) et Xavier Grau (es) (1951-2020).
Il vit de 1986 à 1991 dans un atelier situé au n°86 de la calle de Bailén à Barcelone, s'installant dans un deuxième atelier du Centre d'art contemporain Piramidón (ca), de même à Barcelone, en 1992, année où il expérimente la gravure par le tirage de six épreuves à l'eau-forte, à l'aquatinte et au carborundum pour la Galerie Maeght de Barcelone. Il emménage enfin en 2015 en un troisième atelier situé à L'Hospitalet de Llobregat.
- Les ateliers

"Les
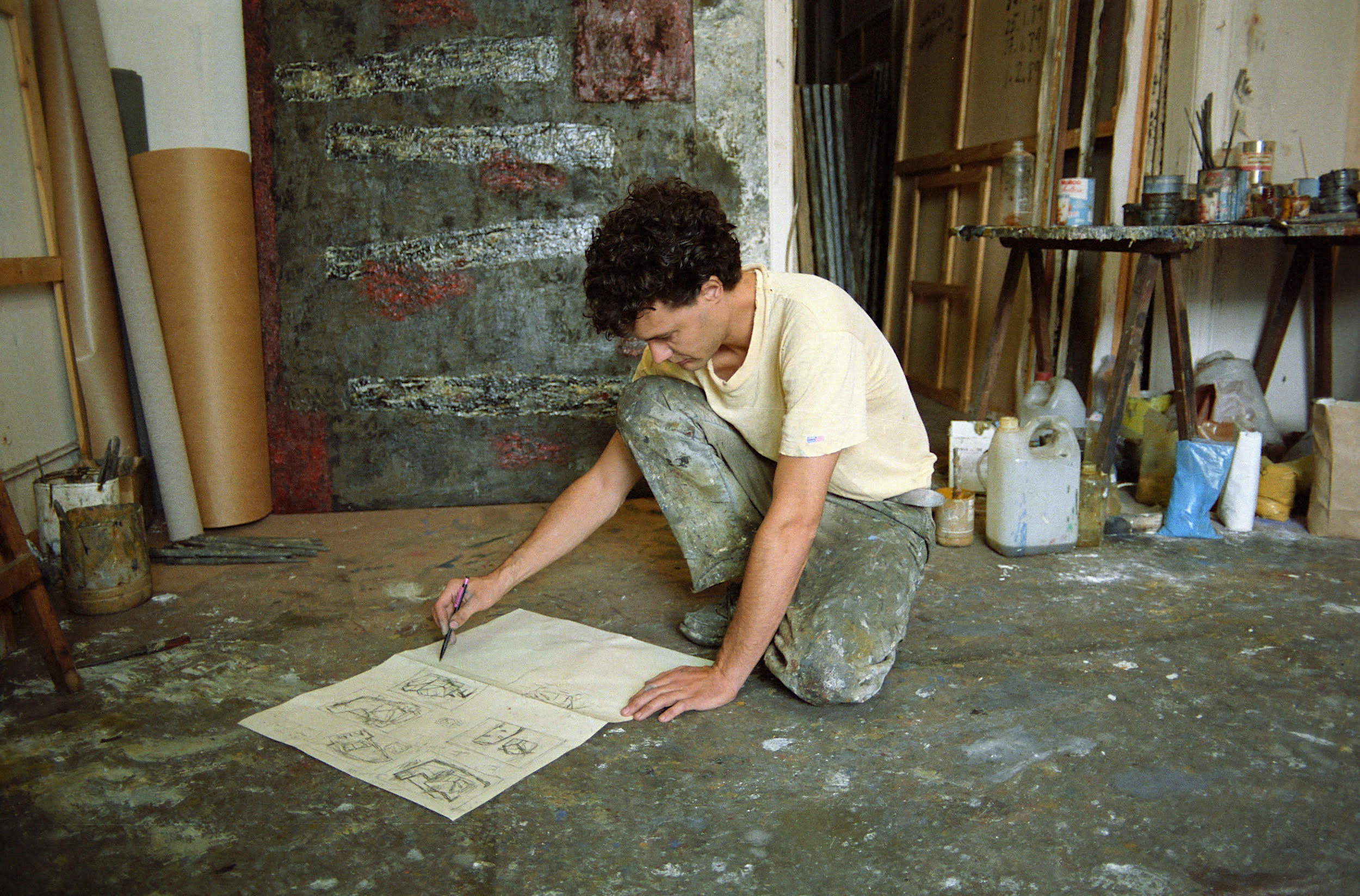
Calle de Bailén, 1986
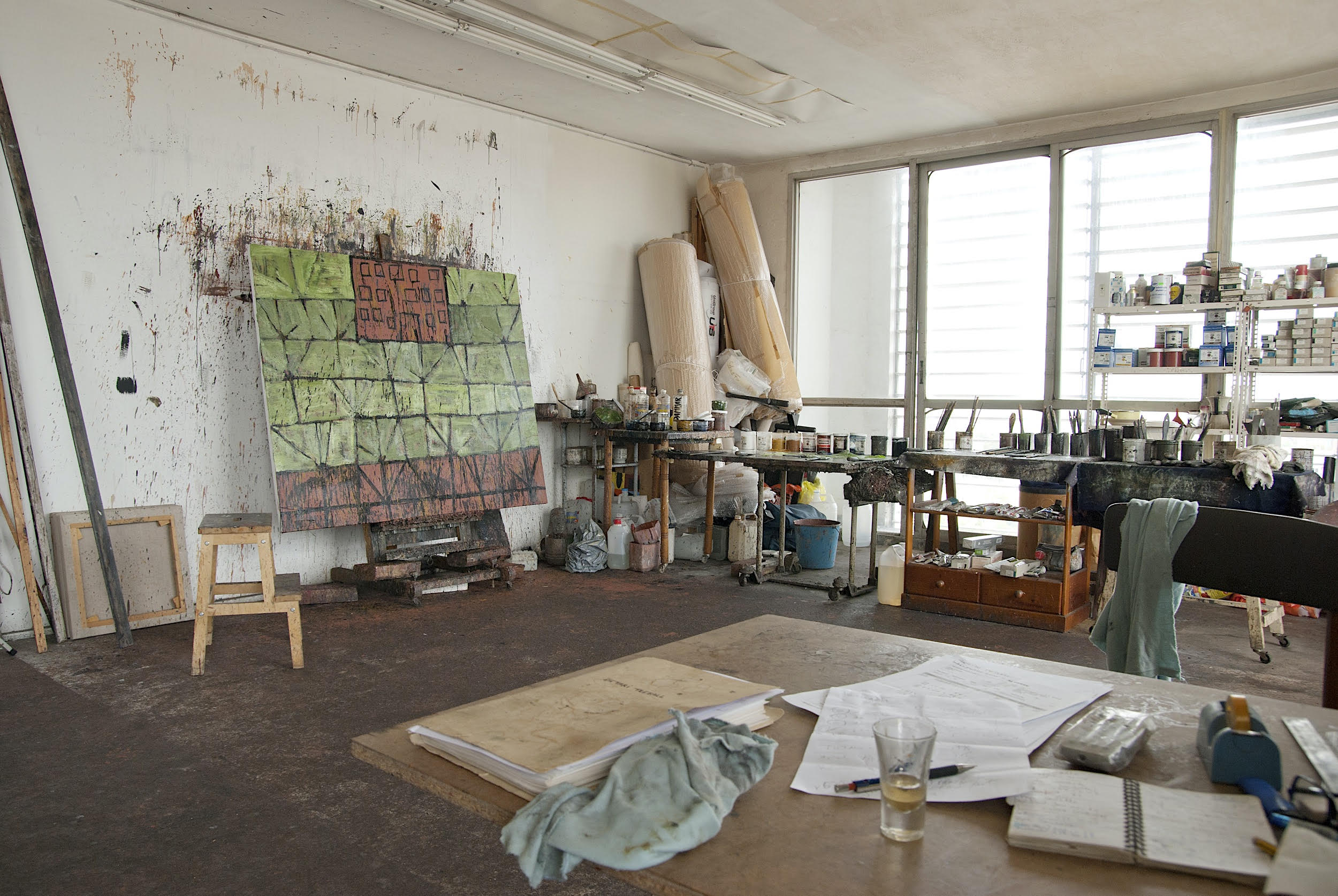
Piramidón Centre d'art contemporain, 2012
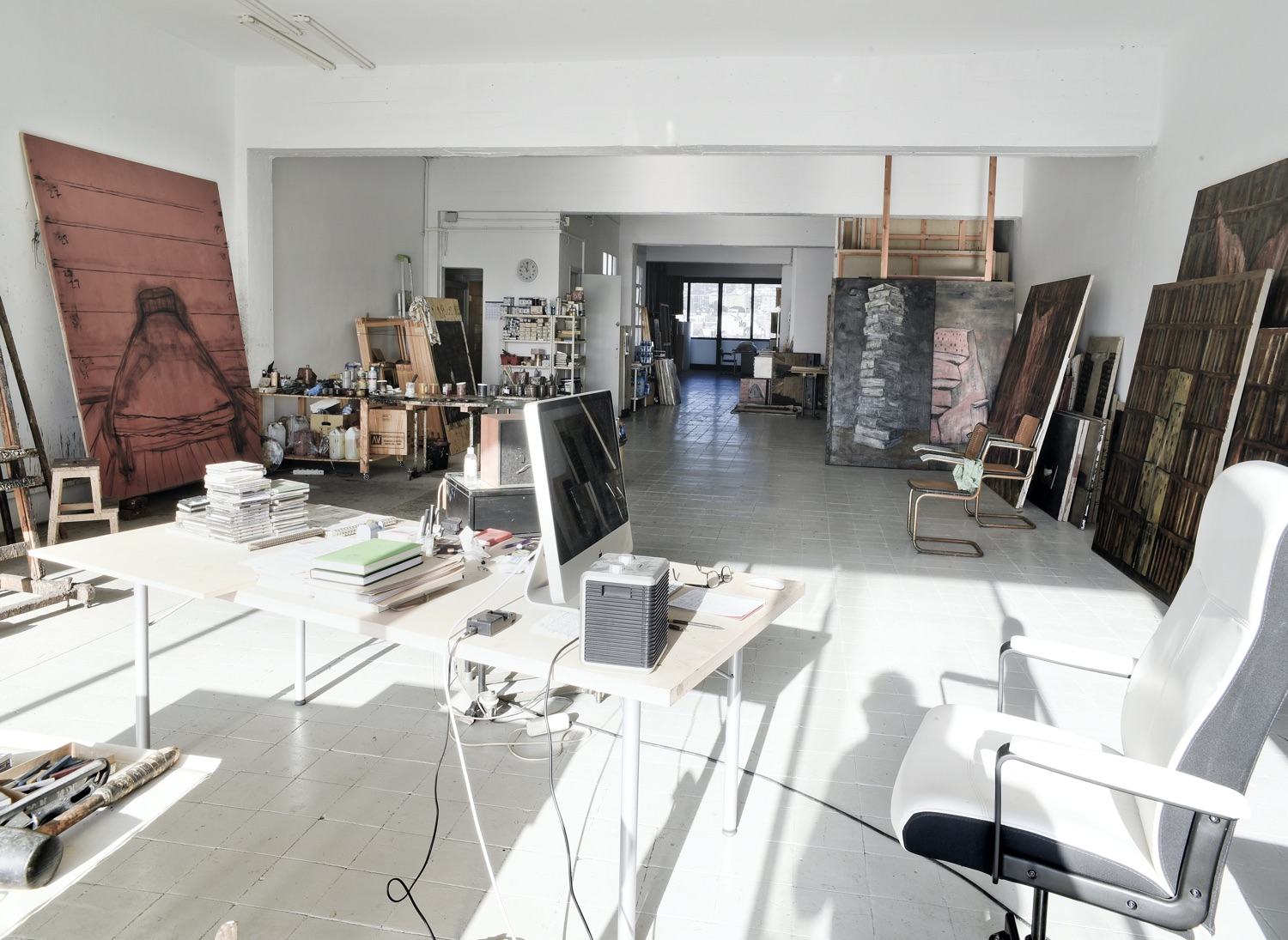
L'atelier de 2024

Dans le texte Mots et choses qu'il consacre à l'œuvre figurative de Carles Gabarró, le critique d'art Manel Clot (es) analyse que les objets (des livres et des crânes enserrés ensemble dans des rayons de bibliothèques, des carcasses animales, des lits, des caisses, des barques, des crayons, des bols, des casques, des croix…) ou paysages (des forêts, des phares, des usines…) représentés « ne sont pas un répertoire extrait directement et uniquement de la réalité ou de ses multiples et probables déformations : il ne s'agit pas d'un répertoire scientifique d'outils, ni d'un inventaire taxinomique prosaïque, mais d'une synthèse rigoureuse de toutes ces présences, une opération de signification en vertu de laquelle les choses que nous voyons renvoient davantage au mot qui les désigne qu'à leur propre statut physique. En ce sens, nous entrons dans le domaine de la métaphore ou de l'allusion à demi-voilée ». Abondant dans le même sens dans son texte Creusets, Daniel Giral-Miracle (es) ajoute : « À partir de ces références aussi réelles qu'évidentes, on pourrait établir une herméneutique qui évoluerait seulement dans le monde des symboles et risquerait de nous faire oublier la peinture ».

## Thèmes dans l'œuvre de Carles Gabarró
- Creusets, 1989-1990[2] ;
- La Forêt inconnue, 1990[7] ;
- Paysages de la mémoire, 1991[8] ;
- Jardins, 1993 [9];
- Magma, 1995-1996[1] ;
- Bibliothèques, 2006-2024[1] ;
- Usines, 2009-2015[1] ;
- Lits, 2014-2024[1] ;
- Analogies, 2023-2024[1].

Œuvres
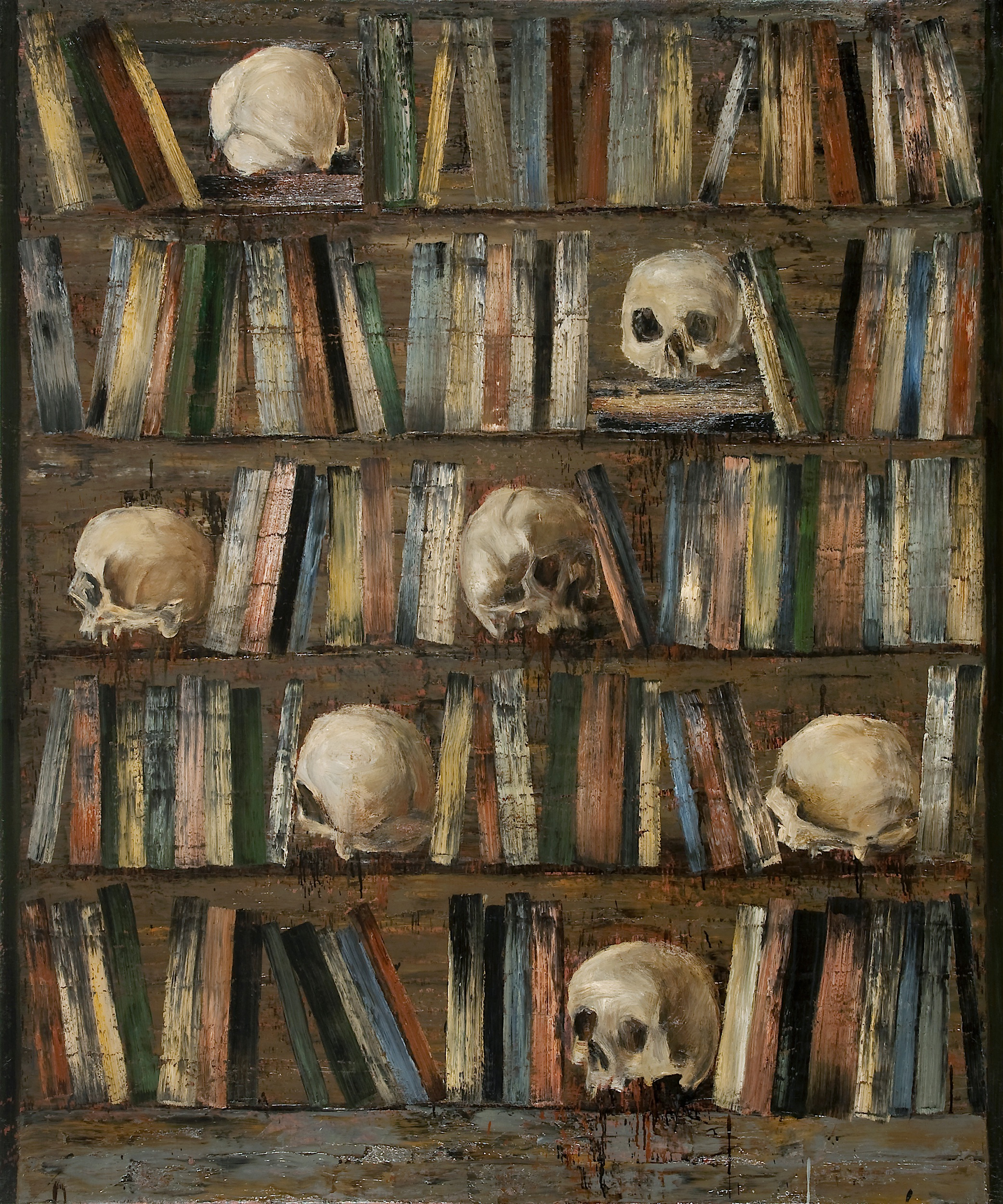
Biblioteca-vanitas, huile sur toile 180x120cm, 2010 (série des Bibliothèques)
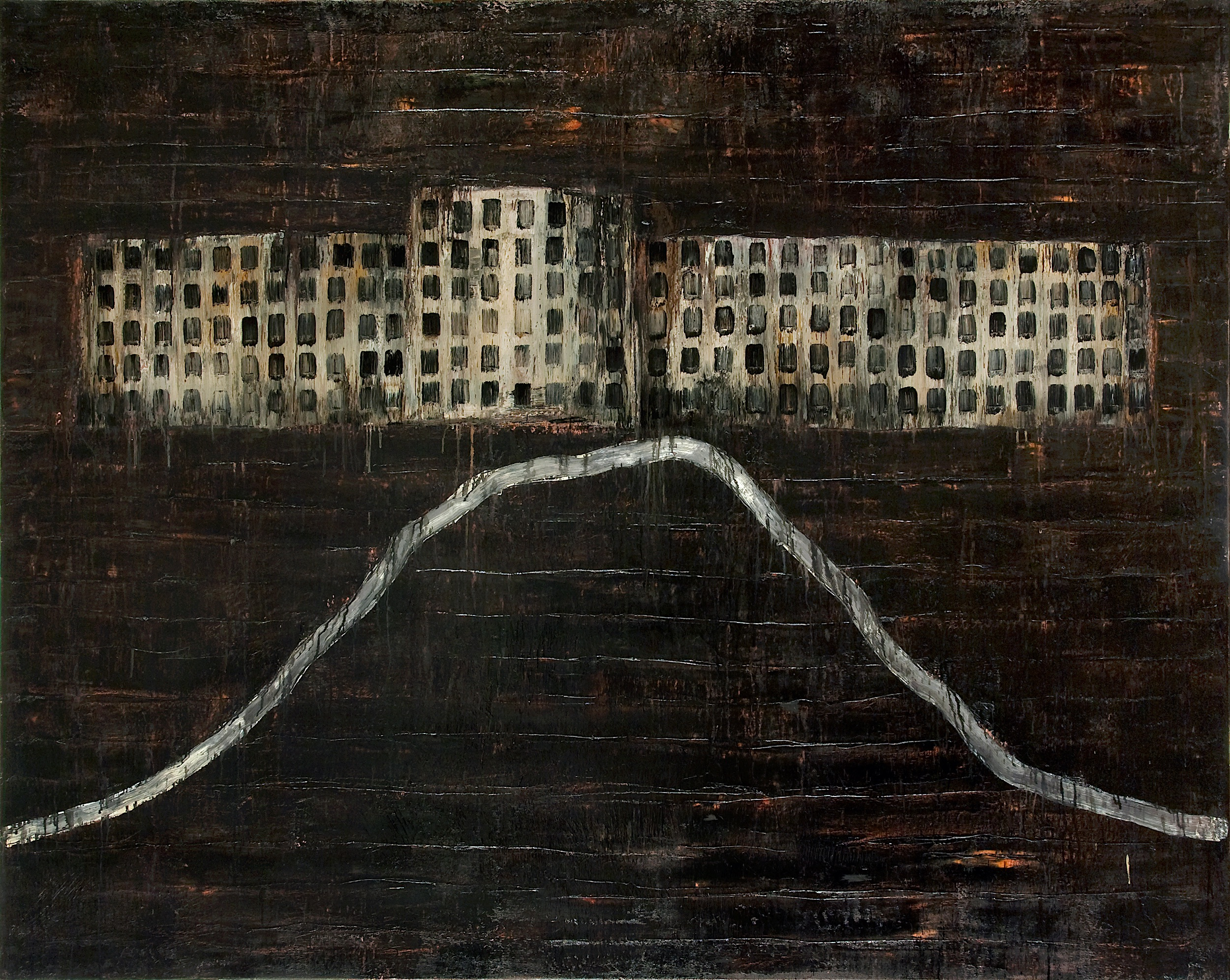
Cabezo, huile sur toile 160x200cm, 2011 (série des Usines)
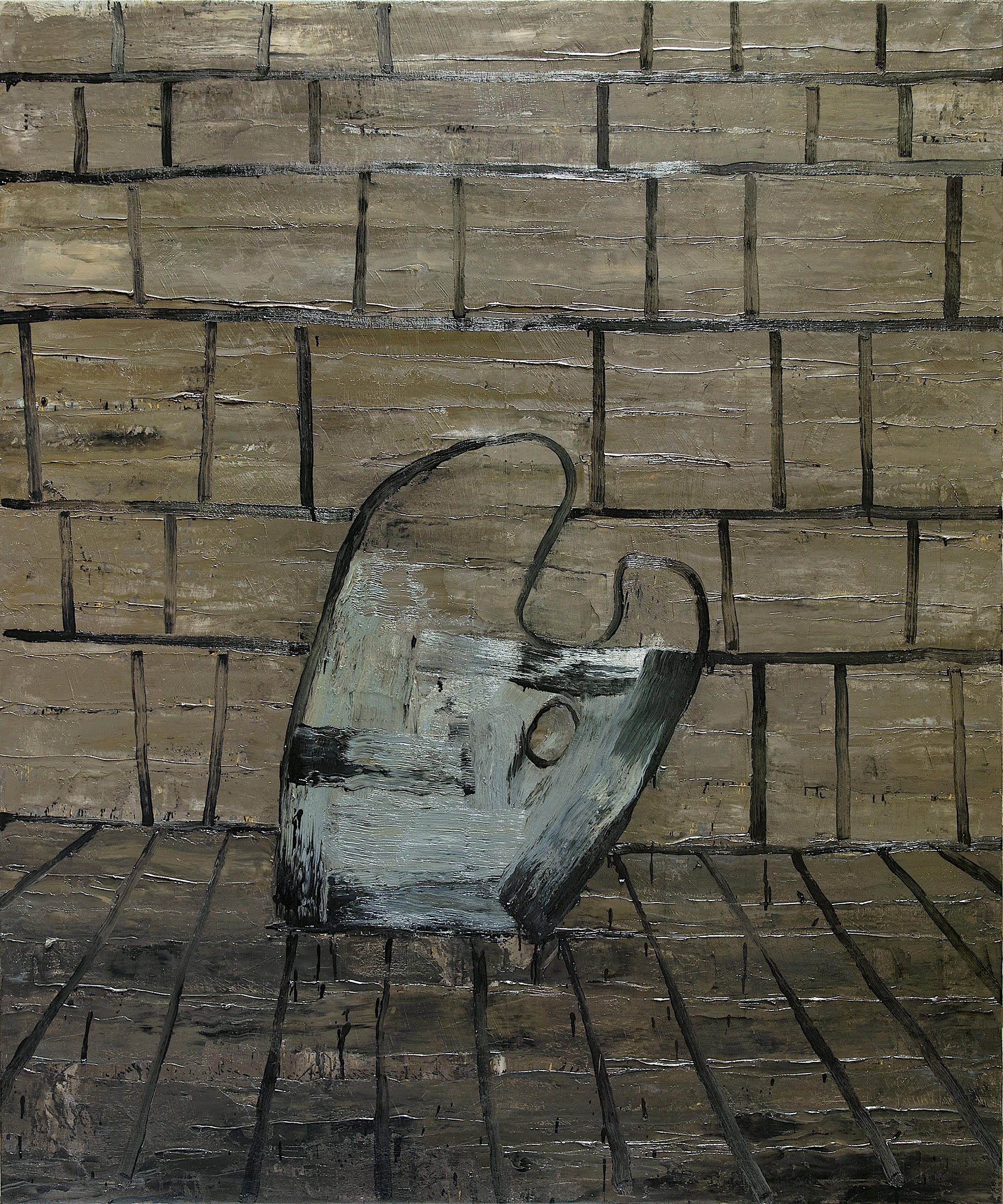
Palette, huile sur toile 180x150cm, 2015
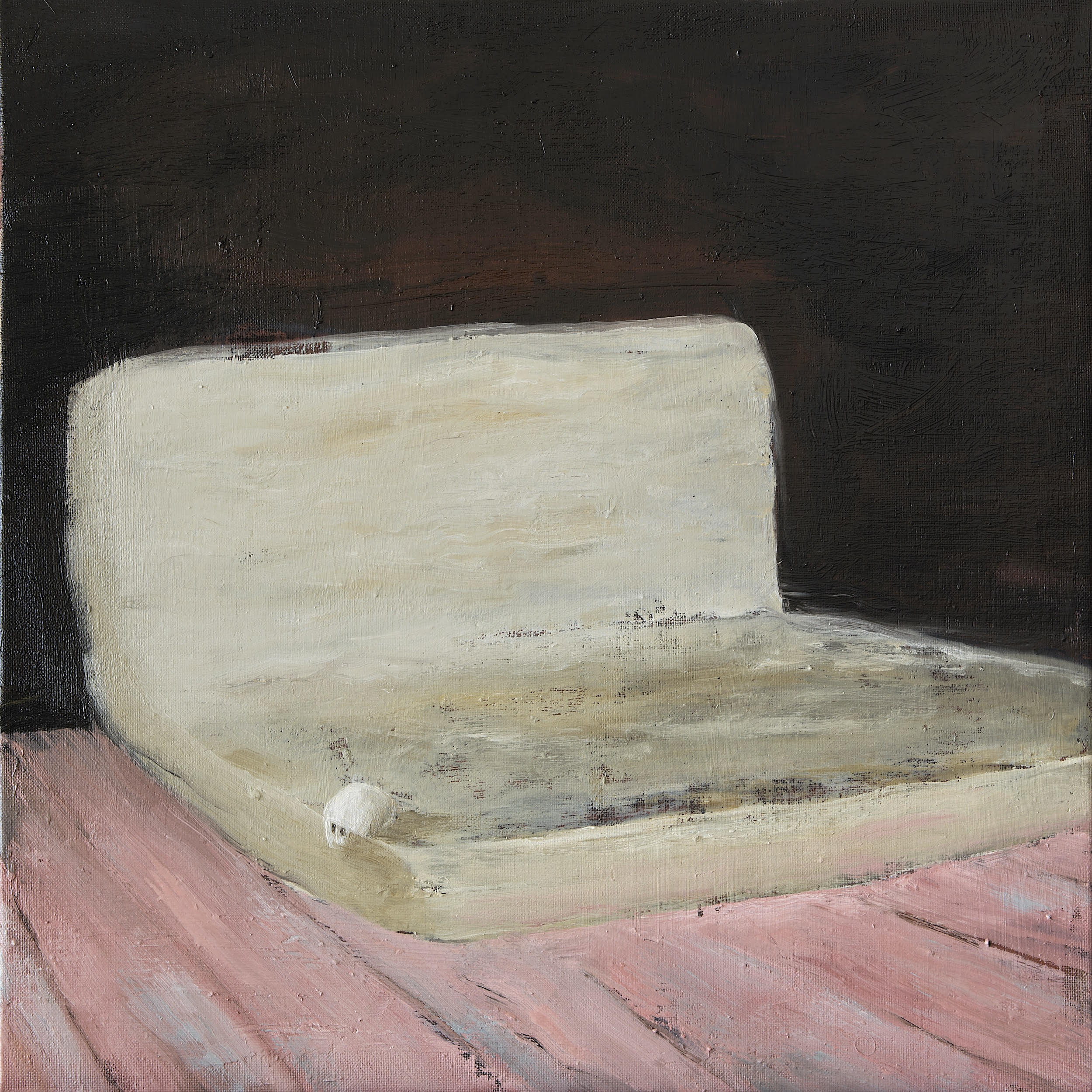
Piaule à Montparnasse, huile sur toile 50x50cm, 2020

## Expositions (sélection)

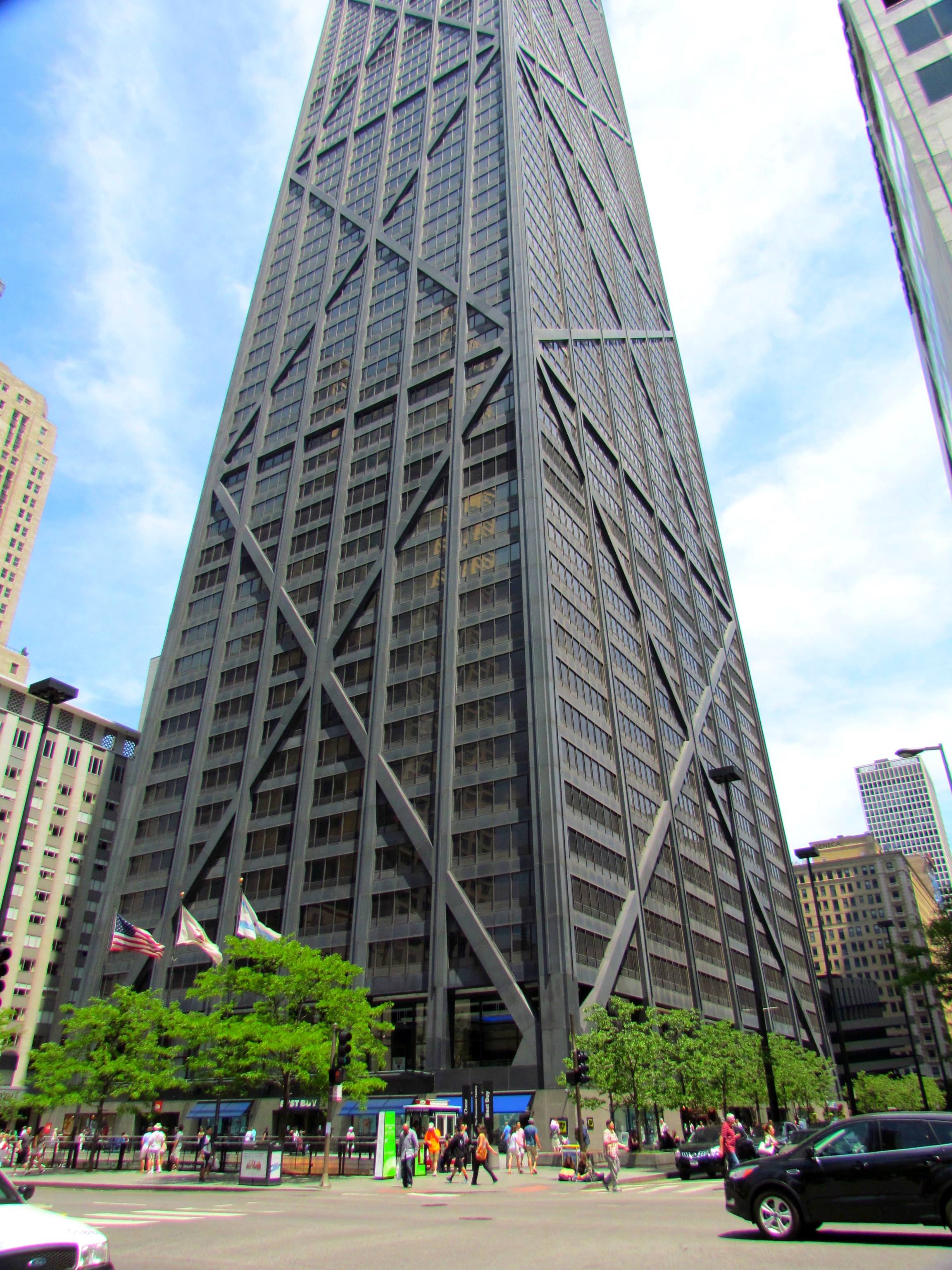
John Hancock Center, Chicago

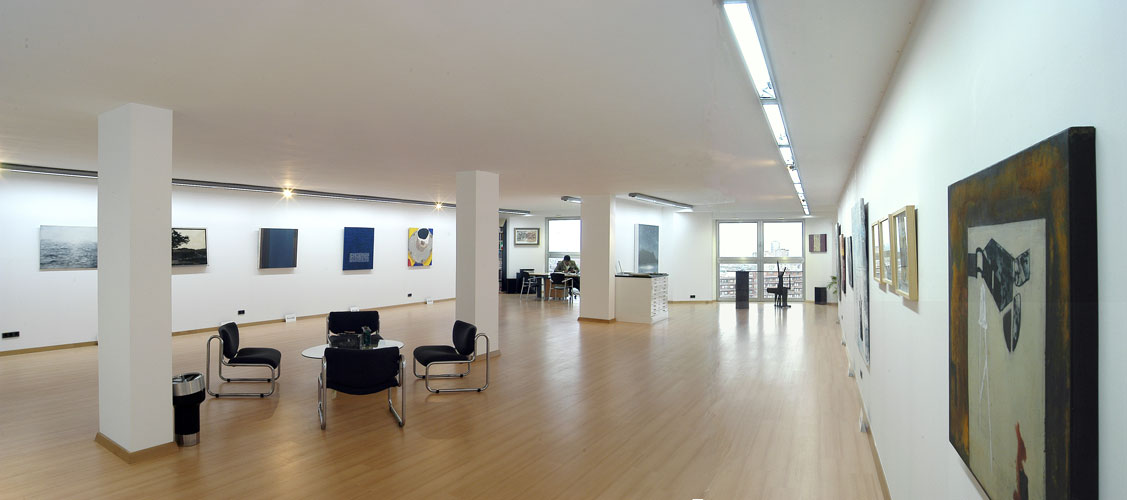
Centre d'art contemporain Piramidón, Barcelone

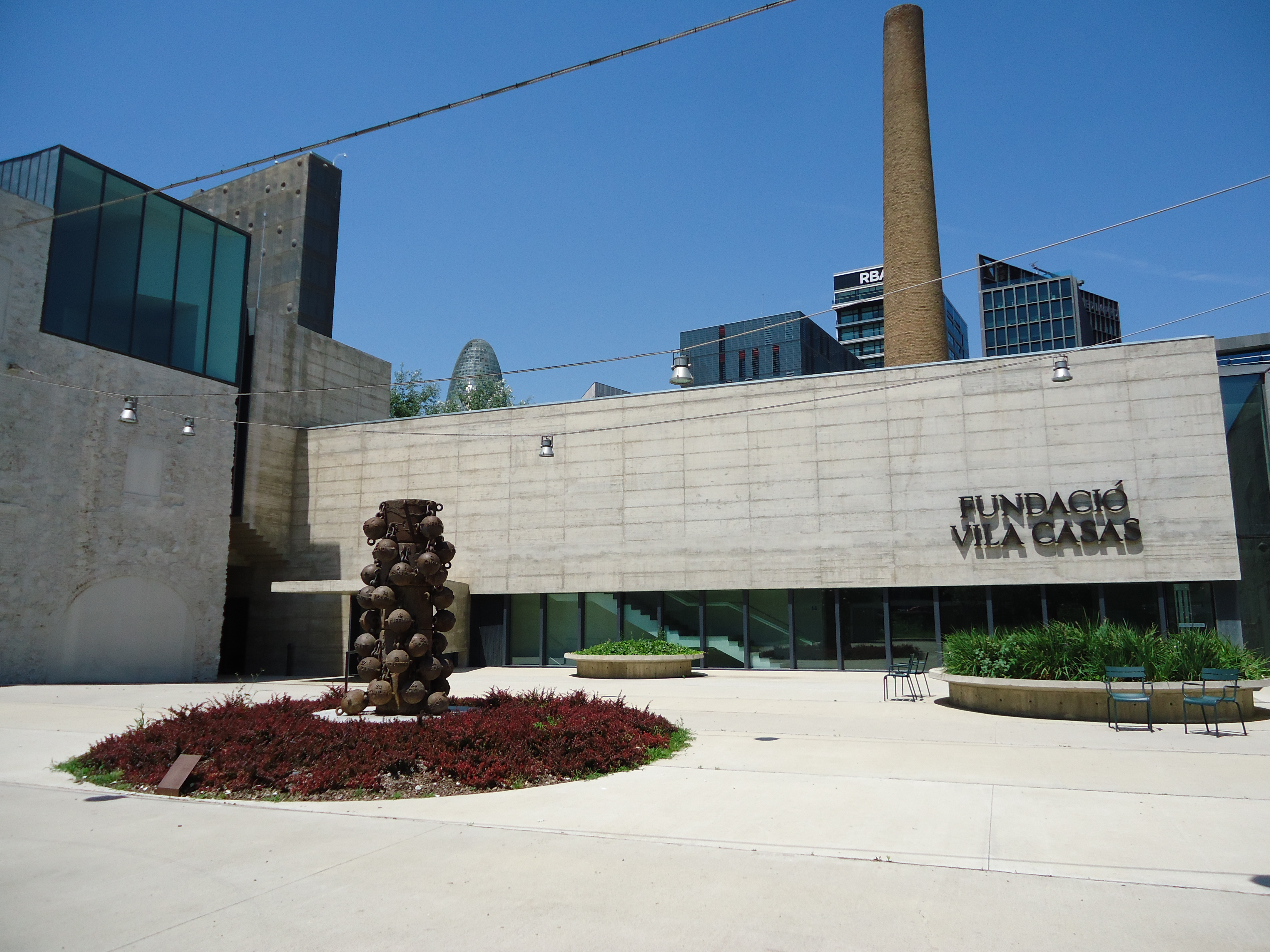
Musée Can Framis, Barcelone

### Expositions personnelles
- Carles Gabarró - Œuvres récentes, Sala Sant Roc, Valls (province de Tarragone), 1984.
- Carles Gabarró - Peintures, Galerie Angel Romero, Madrid, 1985.
- Galerie Étienne de Caussans, Paris, 1987, avril 1988 (Carles Gabarró - Naufragium[6].
- Galerie Nomen, Barcelone, juin 1989[10],[11].
- Galerie Arthur, Paris, décembre 1989 - février 1990 (Carles Gabarró - Creusets)[2],[12],[13], février 1991 (Carles Gabarró - La Forêt inconnue)[7], juillet 1991 (Carles Gabarró - Paysages de la mémoire)[8],[14].
- Galerie Maeght, Barcelone, décembre 1993 - janvier 1994 (Carles Gabarró - Jardins)[9], décembre 1994[15], mars-avril 1998 (Carlos Gabarro - Magma)[16], mai 2001[17].
- Carles Gabarró - Monuments, Galerie Arrêt sur l'image, Bordeaux, 1995.
- Gabarró - Entre el placer y el goce, Agua Amaga, Almería, octobre 1998 ; El celler del Roser, Lérida, décembre 1998 - janvier 1999[18].
- Galerie María Llanes, Cáceres, 1999.
- Carles Gabarró - Paintings, Instituto Cervantes of Chicago, John Hancock Center, Chicago, 2002.
- Gabarró - Poliedres i retícules, Galerie Flamicell, Barcelone, janvier-mars 2006[19].
- Carles Gabarró - Enchevêtrement, Galerie 10.5, Paris, 2008.
- Carles Gabarró, La Fábrica, Musée Juan Cabré (es), Calaceite, juin 2010[20].
- Carles Gabarró - Arborescences, Centre d'études catalanes, Paris, janvier-février 2012[21].
- Carles Gabarró - Guillermo Pfaff, Centre d'art contemporain Piramidón (ca), Barcelone, octobre 2013[22].
- Carles Gabarró - Vanitas- Biblioteques, Musée de Montserrat, novembre 2013 - février 2014[23],[24],[25],[26].
- Carles Gabarró - Usine, Galerie Théo de Seine, Paris, 2014.
- Carles Gabarró - Deriva, Fondation Espai Guinovart, Agramunt, mars-octobre 2020[27].
- Carles Gabarró - Hipòtesi de existència, Centre d'art Tecla Sala, L'Hospitalet de Llobregat, mai juillet 2022[28],[29],[30].
- Galerie Rafael Pérez Hernando, Madrid, mai-juillet 2023[31].
- Carles Gabarró - La fragilité de la peinture à l'ère du fast food, Musée Can Framis (es) (Fondation Vila Casas (es)), Barcelone, février-juin 2025[32],[33],[34],[35],[36],[1].

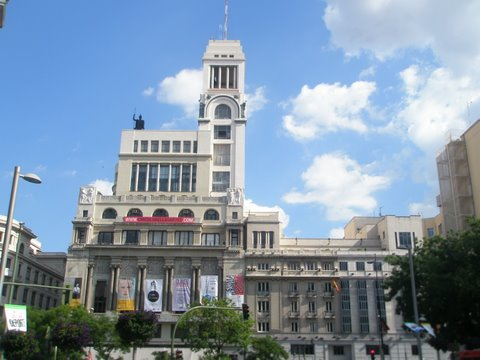
Círculo de Bellas Artes, Madrid

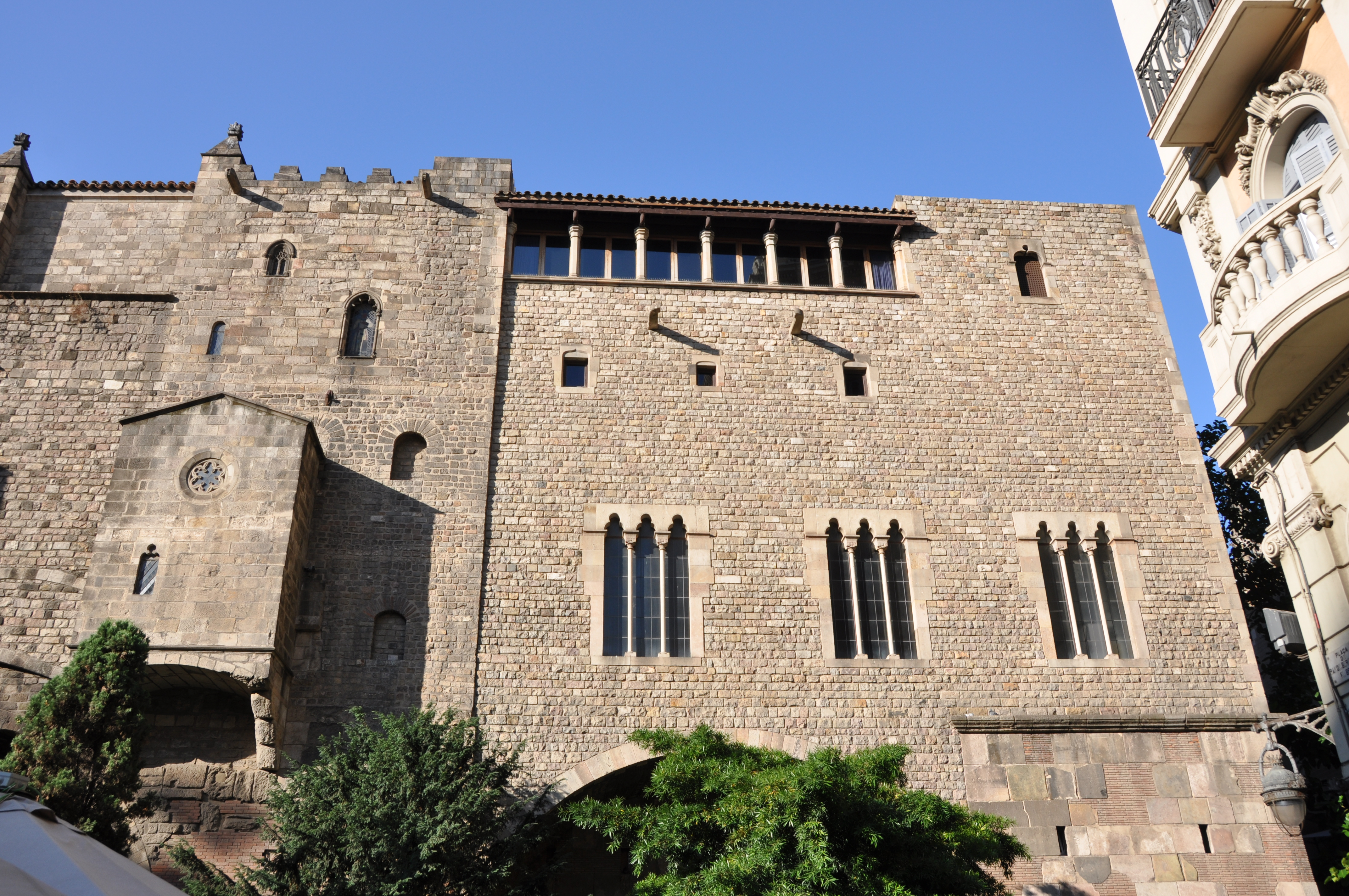
Salón del Tinell, Barcelone

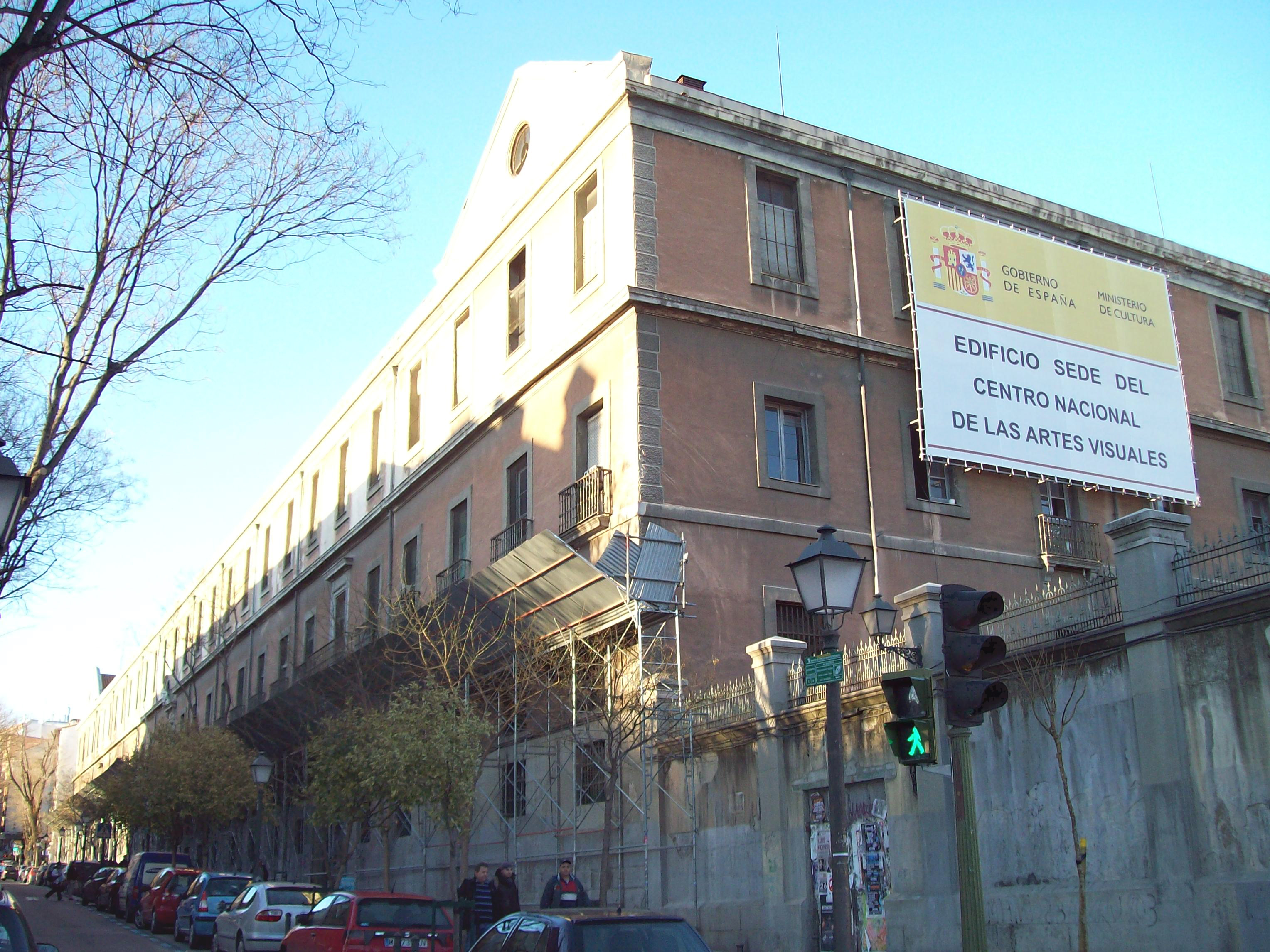
Fábrica de Tabacos, Madrid

### Expositions collectives
- Biennale de peinture de Barcelone, 1982.
- II Muestra de arte joven (Ministère de la culture), círculo de Bellas Artes, Madrid, 1985[37].
- IV Saló de la Tardor, Salón del Tinell (es), Barcelone, novembre-décembre 1985[38],[39].
- Galerie Sebastiá Patit, Lérida, 1989.
- Katalanische Kunst, Galerie Adriana, Stuttgart, 1989.
- IXe Biennale des arts plastiques de Vitoria-Gasteiz, 1990.
- 36e Salon d'art contemporain de Montrouge, beffroi de Montrouge, 1991.
- En el umbral del siglo XXI : Ricardo Mazal, Carle Gabarró, Juan D. Miguel, Galerie Maeght, Barcelone, 1991.
- Barcelona in der Gegenweit, Rathaus-Galerie, Berlin, 1991.
- Collecció d'art de Avui, Centre de Cultura Contemporània de Barcelona, Barcelone, septembre 1994[40].
- Galerie 7, Hong Kong, 1995.
- Cinq de Barcelone, espace François-Mitterrand, Beauvais, 1996.
- Art Paris (stand Galerie Adrien Maeght), palais du Louvre, Paris, 2001.
- Champs libres, Espagne(s) - Eduardo Arroyo, Miquel Barceló, Eduardo Chillida, Carles Gabarro, Xavier Grau (es), Ismael Kachtihi del Moral, Antonio Saura, José Subirà-Puig, Antoni Tàpies, Office régional culturel de Champagne, Épernay / château du Grand Jardin, Joinville (Haute-Marne), 2002[41],[42],[43],[44],[45].
- 'III Premio de pintura contemporánea, Musée Palau Solterra (es), Torroella de Montgrí, 2005.
- Musée de la gravure espagnole contemporaine (es), Marbella, 2009.
- Muestra de Arte Injuve, Antugus fábrica de tabacos circulo de bellas artes (es), Madrid, septembre-octobre 2010[46].
- Give me two - Carles Gabarró, Sabine Finkenauer, Galerie Flamicelli, Barcelone, 2015.
- Les artistes en résidences d'ateliers du Piramidón de Barcelone, château des Benedormiens, Castell d'Aro, mars-mai 2023[47].

## Réception critique
- « Tous ces crânes, qui pourraient figurer autant de méduses, de têtes d'aigle, déléphants ou de têtes de mort (au choix du spectateur et de l'humeur du peintre) composent unrituel insidieux, une danse immobile et silencieuse d'entités suspendues dans la toile. Gabarró oppose là un véritable bouclier hypnotique, il nous oblige à fixer la toile, à chavirer en elle avant de nous laisser pénétrer dans son univers. Et c'est seulement après cette première épreuve initiatique que nous est donnée à voir l'évidence de ces objets propulsés là à partir du néant, comme des météorites échus sur un pré, dotés d'une présence si insolente qu'elle ne peut être mise en doute… Les objets s'imposent au tableau de la même façon que le peintre pose le regard sur le monde, c'est-à-dire sans concession aucune, effrontément. » - Mónica Regàs[7]

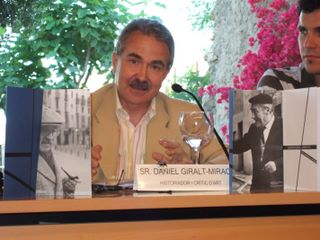
Daniel Giralt-Miracle

- « C'est une peinture de l'intimité vers l'intimité, une réflexion éminemment métaphysique surgissant de la profondeur d'une expérience psychique. Carles Gabarró dépasse les choses vues ou les souvenirs épidermiques de certaines images. Ce qui incite et dynamise sa création se trouve à un niveau plus profond, cet état où la perception se mue en mémoire. C'est pour cette raison que j'ai parlé de métaphysique, car tout en suivant la méthode classique de l'analyse philosophique, il surpasse les limites des objets physiques pour les emmener vers les paysages de la mémoire… Les sujets oscillent parmi un répertoire d'éléments aussi réduits qu'emblématiques : la barque, la caisse, l'arbre, les racines, les tours et les phares, les flammes et les feux, le casque ou le bol, la croix et d'autres éléments dérivés qui pourraient s'inscrire dans ce que Carl Gustav Jung dénommait les Urformen, c'est-à-dire les formes les plus anciennes et profondes, les archétypes. » - Daniel Giralt-Miracle (es)[8]
- « La bibliothèque n'est pas qu'un meuble ou un symbole. Le crâne n'est pas qu'une citation iconographique ou une manifestation de pessimisme. La peinture de Gabarró contemple avec fascination la multiplicité des dos de livres, l'effet de mosaïque et la structure orthogonale qui s'y produit. La bibliothèque établit une grille, une composition de base. C'est pourquoi, dans les usines que Gabarró peint également, on retrouve la sérialité et la frontalité des bibliothèques et le vide noir des yeux des crânes. La peinture permet d'établir des relations, des analogies et des métaphores qui ne s'expliquent pas discursivement et demeurent dans une indétermination féconde. Dans le travail de sa figuration, dans l'ambiguïté produite par sa contemplation, le tableau propose un mécanisme de réflexion à la fois ouvert et secret. » - Àlex Mitrani[23]
- « The Spanish artist Carles Gabarró articulates his work in series to look in the deep sense of things for an answer to the pictural and existential question, while his work constitutes a meditation on human fragility. The motifs for his painting show the poetic continuity of both the inheritance of the weight of history and of modern tradition, and invite personal reflection, from freedom, ethics, moral demands, and the emotional impulse of speeches and forms of the pictural fact. » - Joaquín Escuder Viruete[48]

## Conservation

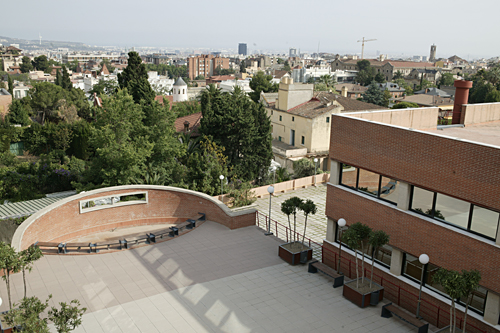
Université internationale de Catalogne, Barcelone

### Collections publiques

#### Espagne

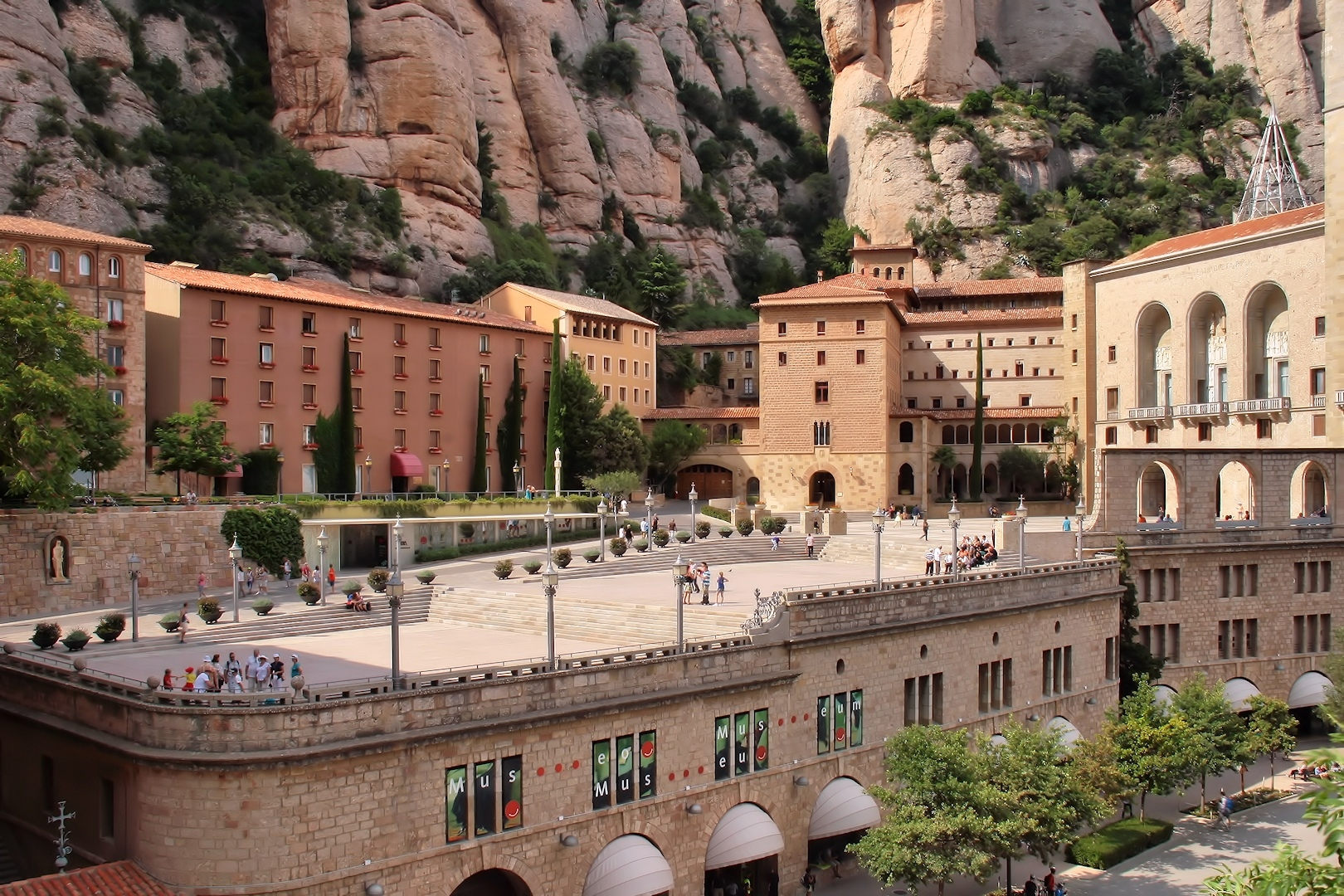
Musée de Montserrat

- Centre d'art contemporain Piramidón (es), Barcelone.
- Fondation Ernesto Ventós, Barcelone, Humilitat, technique mixte sur toile 110x110cm, 1991[49].
- Fondation Vila Casas (es), Barcelone, Divan, huile sur toile 130x110cm, 2020.
- Université internationale de Catalogne, Barcelone, Jardin, huile sur toile 150x180cm, 1993[50].
- Musée Juan Cabré (es), Calaceite, Valle, huile sur toile 110x130cm, 2010[51].
- Musée de Montserrat, abbaye de Montserrat.
- Hôtel de ville de Palma de Majorque.
- Fonds d'art contemporain de la ville de Vitoria-Gasteiz.

#### France
- Hôtel de région de Champagne-Ardenne, Châlons-en-Champagne.
- Département des estampes et de la photographie de la Bibliothèque nationale de France, Paris[4].

### Collections privées
- Quotidien Avui, Barcelone[40].

## Prix et distinctions
- Premier Prix de la ville de Palma de Majorque (en partage avec Ramon Canet (ca)), 1982.
- Premier Prix de la IXe Biennale de Vitoria-Gasteiz, 1990.